# Mike Markkula
Armas Clifford "Mike" Markkula Jr. (11 de febrero de 1942) es un empresario que proporcionó financiación para fundar Apple Computer.

## Biografía
Markkula hizo millones en acciones que adquirió como gerente de ventas de Intel y Fairchild Semiconductor, y se retiró a los 32 años. Dejó a un lado su jubilación tras visitar a Steve Wozniak y Steve Jobs en su garaje. En 1977, Markkula aportó su experiencia en los negocios y un cheque de  250 000 dólares al capital de Apple y se hizo de una tercera parte de esta. También trajo al primer presidente de Apple Computer, y luego tomó el trabajo él mismo desde 1981 hasta 1983.
Wozniak, cofundador de Apple y quien virtualmente inventó las dos primeras computadoras de la compañía, dio crédito del éxito de Apple a Markkula, más que a él mismo.
| Predecesor: Michael Scott | CEO de Apple 1981 - 1983 | Sucesor: John Sculley |